# Stora Iglevattnet
Stora Iglevattnet är en sjö i Uddevalla kommun i Bohuslän och ingår i Göta älv-Bäveåns kustområde. Sjön är 11 meter djup, har en yta på 0,019 kvadratkilometer och befinner sig 140 meter över havet.